# Zhongdu
Zhongdu (cinese: 中都S, lett. "Capitale Centrale") era la capitale della Dinastia Jīn (d'etnia Jurchen) nella Cina medievale. Situata nella parte sud-occidentale del Distretto di Xicheng dell'attuale Pechino (Cina), contava una popolazione di quasi un milione d'abitanti già alla fine del XII secolo e fu l'ultima e la più grande città pre-moderna costruita su quel sito.
Il Palazzo Daning e il Lago Taiye erano situati a nord-est della città.

## Storia

### Apogeo
Nel 1153, l'imperatore Digunai di Jin spostò la capitale da Shangjing a Yanjing (già Nanjing) al tempo della dinastia Liao) che venne ribattezzata Zhongdu, "Capitale Centrale". La città venne massicciamente ristrutturata ed ampliata (in direzione ovest, est e sud), raddoppiando in dimensioni, e divenne sede del complesso palaziale dinastico.

Nel 1179, l'imperatore Zhangzong fece costruire un ritiro di campagna a nord-est di Zhongdu: il lago Taiye fu scavato lungo il fiume Jinshui e il Palazzo Daning (大 寧 宮 / 大 宁 宫) fu eretto sull'isola di Qionghua nel lago. Il parco di questo palazzo è ora il Parco Beihai.

Il ponte Lugou, sul fiume Yongding a sud-ovest della città, fu costruito nel 1189.

Diciassette imperatori Jin sono sepolti nel distretto di Fangshan, compresi quelli le cui tombe furono originariamente costruite a Shangjing e si trasferirono a Zhongdu.
La carta moneta fu emessa per la prima volta a Zhongdu durante l'Era Jin.
La popolazione crebbe esponenzialmente: i cittadini passarono da 82.000 nel 1125 a 400.000 nel 1207, mentre la popolazione regionale passò da 340.000 a 1,6 milioni di abitanti.

### Declino
Nel 1211, i Mongoli di Gengis Khan, precedentemente vassalli dei Jin, mossero guerra all'imperatore Wanyan Yongji. Entro il 1213, i mongoli aveva occupato i territori Jin a nord del Fiume Giallo con la sola eccezione della capitale Zhongdu. Nel 1214, Gengis Khan assediò la capitale nemica e convinse il nuovo imperatore Jin, Wudubu, a capitolare: i Jin pagarono a peso d'oro la loro salvezza, consegnando anche una delle loro principesse al khan come sposa, e Gengis se ne tornò al nord del Passo Juyong. Wudubu risolse a questo punto di spostare la capitale imperiale a Kaifeng ed abbandonò Zhongdu. Assediata nuovamente dai mongoli, Zhongdu capitolò il 1º giugno 1215 e Gengis Khan la saccheggiò.
Nel 1216, Zhongdu tornò a chiamarsi Yanjing: la sua popolazione era scesa a 91.000 abitanti (285.000 in tutta la regione).
Nel 1264, Kublai Khan, nipote di Genghis Khan, bisognoso di una nuova capitale per la Cina ora controllata dalla Dinastia Yuan dei conquistatori mongoli, non ricostruì la distrutta capitale Jin, preferendo ordinare la costruzione di una nuova città poco più a nord-est, attorno al parco del Palazzo Daning: Khanbaliq.

## Descrizione
Sull'odierna mappa di Pechino, Zhongdu si estenderebbe da Xuanwumen a nord-est fino alla Stazione Ferroviaria Ovest a ovest e da sud fino a oltre la Seconda Tangenziale Meridionale.
La cinta muraria di Zhongdu aveva 13 porte: quattro a nord e tre su ogni altro lato. Al tempo dell'assedio mongolo (1214-1215), le mura si estendevano per un perimetro di 28 km ed erano alte 12 m, con un triplice anello di fossati e 900 torri di varia natura. Resti di quest'imponente apparato difensivo sono conservati nel Distretto di Fengtai. A ulteriore difesa della capitale esistevano anche quattro fortezze limitrofe.
Il palazzo dinastico dei Jin era ubicato nel centro cittadino, tra gli attuali Guang'anmen (a sud) e il Grande Giardino Belvedere (a nord).